# Яковлево (Бутурлинский район)
Яковлево — село в Бутурлинском районе Нижегородской области. Входит в состав Каменищенского сельсовета.
В селе имеется памятник градостроительства и архитектуры Церковь Николая Чудотворца, датированная 1817 годом.

## Население
| 1999 | 2002 | 2010 |
| ---- | ---- | ---- |
| 164  | ↘144 | ↘123 |